# Хайсам II ибн Мухаммед
Хайсам II ибн Мухаммед (X век) — ширваншах (912—913).
Предпринял множество походов против «неверных». Он отдал несколько деревень в управление газиям Дербенда. Им были построены амбары, куда свозился весь урожай для дальнейшего перераспределения среди нуждающихся.